# Diocesi di Malolos
La diocesi di Malolos (in latino: Dioecesis Malolosina) è una sede della Chiesa cattolica nelle Filippine suffraganea dell'arcidiocesi di Manila. Nel 2021 contava 3.701.700 battezzati su 3.912.493 abitanti. È retta dal vescovo Dennis Cabanada Villarojo.

## Territorio
La diocesi comprende la provincia filippina di Bulacan e la città di Valenzuela nella Regione Capitale Nazionale.
Sede vescovile è la città di Malolos, dove si trova la cattedrale dell'Immacolata Concezione.
Il territorio è suddiviso in 109 parrocchie.

## Storia
La diocesi è stata eretta il 25 novembre 1961 con la bolla Christifidelium consulere di papa Giovanni XXIII, ricavandone il territorio dall'arcidiocesi di Manila.

## Cronotassi dei vescovi
Si omettono i periodi di sede vacante non superiori ai 2 anni o non storicamente accertati.
- Manuel Platon Del Rosario † (11 dicembre 1961 - 15 dicembre 1977 dimesso)
- Cirilo Reyes Almario † (15 dicembre 1977 succeduto - 20 gennaio 1996 dimesso)
- Rolando Joven Tria Tirona (14 dicembre 1996 - 28 giugno 2003 nominato prelato di Infanta)
- Jose Francisco Oliveros † (14 maggio 2004 - 11 maggio 2018 deceduto)[1]
- Dennis Cabanada Villarojo, dal 14 maggio 2019

## Statistiche
La diocesi nel 2021 su una popolazione di 3.912.493 persone contava 3.701.700 battezzati, corrispondenti al 94,6% del totale.
| anno | popolazione | popolazione | popolazione | presbiteri | presbiteri | presbiteri | presbiteri                | diaconi | religiosi | religiosi | parrocchie |
| anno | battezzati  | totale      | %           | numero     | secolari   | regolari   | battezzati per presbitero | diaconi | uomini    | donne     | parrocchie |
| ---- | ----------- | ----------- | ----------- | ---------- | ---------- | ---------- | ------------------------- | ------- | --------- | --------- | ---------- |
| 1970 | 637.888     | 688.620     | 92,6        | 77         | 68         | 9          | 8.284                     |         | 13        | 86        | 44         |
| 1980 | 1.083.734   | 1.276.158   | 84,9        | 92         | 89         | 3          | 11.779                    |         | 3         | 163       | 51         |
| 1990 | 1.335.000   | 1.568.000   | 85,1        | 124        | 122        | 2          | 10.766                    |         | 4         | 176       | 61         |
| 1999 | 2.760.800   | 3.780.000   | 73,0        | 184        | 184        |            | 15.004                    |         |           | 485       | 84         |
| 2000 | 2.760.800   | 3.780.000   | 73,0        | 165        | 158        | 7          | 16.732                    |         | 7         | 311       | 79         |
| 2001 | 2.170.107   | 2.411.230   | 90,0        | 208        | 201        | 7          | 10.433                    |         | 7         | 286       | 92         |
| 2002 | 2.467.108   | 2.820.350   | 87,5        | 211        | 209        | 2          | 11.692                    |         | 4         | 314       | 92         |
| 2003 | 2.467.108   | 2.820.350   | 87,5        | 225        | 223        | 2          | 10.964                    |         | 4         | 329       | 96         |
| 2013 | 3.438.000   | 3.635.000   | 94,6        | 192        | 192        |            | 17.906                    |         | 35        | 351       | 107        |
| 2016 | 3.625.000   | 3.831.000   | 94,6        | 198        | 198        |            | 18.308                    |         | 49        | 326       | 108        |
| 2019 | 3.799.900   | 4.016.000   | 94,6        | 208        | 208        |            | 18.268                    |         | 9         | 257       | 109        |
| 2021 | 3.701.700   | 3.912.493   | 94,6        | 208        | 206        | 2          | 17.796                    |         | 2         | 144       | 109        |